# Eledone cirrhosa
Il moscardino bianco (Eledone cirrhosa Lamarck, 1798) è un mollusco cefalopode della famiglia Eledonidae.

Riveste una certa importanza commerciale, in quanto viene utilizzato comunemente come alimento.

## Distribuzione e habitat
Il moscardino bianco è diffuso in tutto il Mar Mediterraneo e nella porzione nord-orientale dell'Oceano Atlantico, grossomodo dalle coste dell'Islanda al Marocco meridionale.
La specie può essere rinvenuta a profondità comprese fra i 25 ed i 700 metri, ma sembra essere più comune attorno ai 75 metri: i moscardini bianchi non hanno particolari preferenze riguardo al substrato, ma appaiono maggiormente diffusi in zone con fondali sabbiosi o fangosi (come il Mar Adriatico).

## Descrizione

### Dimensioni
Misura fino a 40–45 cm di lunghezza, braccia comprese, per un peso che in media si attesta attorno ai 700 g, ma che in alcuni casi può sfiorare i 2 kg. I maschi sono più piccoli anche della metà rispetto alle femmine. Generalmente la taglia di questi animali tende ad aumentare nelle acque più fredde.

### Aspetto
Il mantello del moscardino bianco è ricoperto da numerose piccole verruche ed appare di dimensioni e larghezza maggiori rispetto alla testa. Esso appare naturalmente di colore giallo-bruno chiaro, con una maculatura rossiccia: l'animale è in grado di cambiare repentinamente colore, divenendo più chiaro o più scuro a seconda dello stato d'animo e dell'ambiente circostante. Al di sopra dei grossi occhi sono presenti due filamenti di pelle che valgono a questi animali il nome comune di "polpo cornuto".

Le braccia, in numero di otto, a parità di dimensioni appaiono più corte rispetto all'assai simile moscardino comune (Eledone moschata), ma parimenti a esso presentano un'unica fila di ventose su ciascun braccio. Nei maschi, il terzo braccio destro è più corto rispetto agli altri, e la sua punta è modificata a formare un organo copulatore, l'ectocotile.

## Biologia
Il moscardino bianco tende a vivere a profondità maggiori rispetto al moscardino comune, per evitare una competizione interspecifica nelle vaste zone in cui l'areale delle due specie si sovrappone: nonostante ciò, le sue abitudini di vita sono molto simili. Esso predilige infatti i fondali sabbiosi o fangosi, dove ricava la propria tana alla base di rocce isolate, Poriferi o in grosse conchiglie, bottiglie, vasi o altri oggetti concavi. Durante la notte l'animale lascia il proprio rifugio per andare alla ricerca di cibo; i moscardini bianchi sono animali solitari e territoriali e reagiscono in genere in maniera aggressiva alla vista di conspecifici, ingaggiando combattimenti che terminano molto spesso con l'amputazione di arti o il cannibalismo.

### Alimentazione
Questi animali si nutrono principalmente di crostacei (granchi, gamberetti) e molluschi (come le telline), che scovano nella sabbia o fra le rocce durante le loro cacce notturne.

### Riproduzione
Il periodo riproduttivo va da marzo ad agosto: il maschio introduce il proprio sperma all'interno del mantello della femmina attraverso un braccio appositamente modificato (ectocotile); la femmina in seguito depone da 100 a 500 uova grosse e gelatinose, alle quali fa incessantemente la guardia, cessando di nutrirsi. Dalle uova nascono piccoli già simili ai genitori, che si disperdono nelle acque superficiali e tornano sul fondale una volta cresciuti.

Come conseguenza del fatto che questi animali muoiono dopo l'atto riproduttivo (caratteristica comune alla stragrande maggioranza dei cefalopodi), la popolazione adulta della specie è particolarmente esigua nei mesi autunnali, durante i quali abbondano invece gli esemplari giovani